# 秘境探險：失落的遺產
《秘境探險：失落的遺產》是一款由頑皮狗開發、索尼互動娛樂發行的動作冒險遊戲。遊戲本來預定作為《秘境探險4：盜賊末路》的可下載內容，但後來成為秘境探險系列內首款獨立作品，系列主角內森·德雷克亦沒有出現在本作中。玩家在遊戲內改為操控曾經在《秘境探險2：盜亦有道》出現的克洛伊·佛瑞茲，與前傭兵娜汀·羅斯及奈森的哥哥山姆·德瑞克一同在印度的西高止山脈尋找傳說中的「象頭神之牙」，並阻止反派阿薩夫的陰謀。與以往的系列作品一樣，遊戲以第三人稱視角進行，玩家可以使用槍支、近距離格鬥及潛行方式來攻擊及躲避敵人。另外，遊戲融合了平台遊戲及解謎遊戲等元素來推進故事，玩家亦可以透過步行或乘車來遊覽整個遊戲世界。
遊戲的開發工作在《秘境探險4：盜賊末路》發行後不久便開始。遊戲採用了系列以往作品的遊戲機制，同時亦使用開放世界地圖來增加可玩性。遊戲編劇在編寫故事時特別著重印度教和相關神話，而開發團隊亦開發了一些在開發《秘境探險4》時被取消的遊戲元素。克勞蒂亞·布雷克、蘿拉·貝莉及特羅伊·貝克分別透過動作捕捉及配音來扮演克洛伊、娜汀及山姆。遊戲在2017年8月22日發行，適用於PlayStation 4平台。遊戲在發售後獲得普遍好評，但亦有部份評論批評遊戲劇情及開放世界地圖。
2021年9月，頑皮狗正式宣佈将本作与《盜賊末路》作為《盜賊傳奇合集》（英語：Legacy of Thieves Collection）移植到PlayStation 5和Windows平台，於2022年初發售。

## 玩法

玩家和同伴可在與敵人交戰時躲藏在障礙物後面，利用它作為戰術優勢，以迴避敵人的攻擊

《秘境探險：失落的遺產》是一款第三人稱射擊及動作冒險遊戲，但亦包含平台遊戲及解謎等元素。玩家需要控制主角克洛伊·佛瑞茲（Chloe Frazer）來穿越不同的城鎮、建築及寺廟，來推動遊戲故事發展。她是一名能夠進行跳躍、衝刺、攀登、游泳及其他困難動作，身體質素較佳且技藝嫺熟的寶藏獵人。此外，玩家需要使用槍械、近身攻擊或偷襲敵人，甚至在部份關卡駕駛車輛。遊戲設有五種難度，分別是探險家、輕量、中等、困難及慘烈，玩家可按自己的能力及目標來遊玩。
在戰鬥中，玩家可以使用長管槍械（例如步槍和霰彈槍）及短管槍械（例如單膛室手槍和左輪手槍），亦可以使用手榴彈和C4等炸彈。另外，玩家在戰鬥時除了直接攻擊敵人外，亦可以選擇隱藏於周遭環境之中來偷襲未發現自己的敵人，又或者使用消音槍械攻擊他們。本作雖然是線性遊戲，但遊戲環境具有多條路徑供玩家探索，而且遊戲地圖亦較《秘境探險4：盜賊末路》大。遊戲設有人工智能系統，敵人會對其所處的任何戰鬥情況作出反應，他們更會對玩家所採取的行動作出回應，協調戰術並相互配合。而玩家的同伴也會受人工智能控制，例如在戰鬥時會投擲物體來恫嚇敵人，通知玩家部份未被發現的敵人的位置，或使用武器攻擊敵人。除了戰鬥外，遊戲亦涉及大量人物之間的對話。玩家能透過對話樹來決定部份對話的結果。
此外，玩家亦可透過遊戲連線至《秘境探險4》的多人遊戲模式，而且附加的內容與本作相關。除了原有的求生戰模式外，開發團隊還添加了名為「求生戰競技場」的全新合作挑戰模式。「求生戰競技場」是求生戰模式的升級版本，開發團隊把原有模式的50波攻擊增強至100波，並加入新的敵人及地圖等。另外，玩家亦可在多人遊戲模式操控本作反派阿薩夫。

## 劇情
故事敘述身為探險家及寶藏獵人的克洛伊·佛瑞茲正在印度尋找傳說中的「象頭神之牙」，它原屬於印度教神濕婆的兒子象頭神，但後來在象頭神保衛其父的廟宇時被持斧羅摩所砍下。克洛伊的父親亦致力於尋找「象頭神之牙」，但期間被土匪殺害。之後，克洛伊成功躲避當地叛亂分子的追蹤，並與前「海岸線」傭兵團首領娜汀·羅斯會面。在得知叛亂分子領導人阿薩夫企圖找到「象頭神之牙」換取大量資金並用這些錢維持他在印度發動的內戰後，克洛伊與娜汀一同潛入阿薩夫的所在地。之後，她們偷走了一張指向古代曷薩拉王朝所在地的地圖及一個充當鑰匙的圓盤，並成功逃避阿薩夫手下的追擊。
在印度南部的西高止山脈，克洛伊與娜汀朝著幾座刻有印度教武器的塔樓前進：濕婆的弓，象頭神的三叉戟，以及持斧羅摩的斧頭。在解開三座塔樓的謎題後，她們獲得前往曷薩拉王朝其中一個首都哈勒比德的線索。然而，當時的國王建造哈勒比德的原因是把它當視作誘餌並故意讓波斯人攻擊，從而減低舊都城貝魯爾被攻擊的風險。在意識到「象頭神之牙」實際上位於舊都城貝魯爾後，她們準備離開哈勒比德，卻遇到阿薩夫及其手下的攻擊，結果在與阿薩夫打鬥時被丟入排水渠。她們逃出排水渠之後，娜汀在發現阿薩夫等人也前往貝魯爾時，看到原來阿薩夫之前所指的「曷薩拉王朝專家」是內森·德雷克的哥哥山姆·德瑞克。當娜汀打算殺死山姆時，克洛伊卻表示山姆是她的同夥，她其實是和山姆分兩路去尋找象頭神之牙。由於娜汀與山姆有仇，得知真相的娜汀感到生氣及被背叛，娜汀更一度離開了克洛伊。
克洛伊尋找娜汀，結果發現阿薩夫手下正在攻擊娜汀，克洛伊將阿薩夫手下消滅後，克洛伊與娜汀又一起繼續尋找象頭神之牙。她們之後到達貝魯爾。她們在解決了數個謎題後被阿薩夫等人所抓，阿薩夫覺得山姆並不是所謂的專家並且一直在誤導他，於是以娜汀及山姆的性命要脅克洛伊協助他奪得「象頭神之牙」。之後，克洛伊成功解決持斧羅摩與象頭神謎題，而阿薩夫亦因而奪得「象頭神之牙」。接著，阿薩夫觸發陷阱企圖讓克洛伊等人淹死，但克洛伊成功協助兩人解開手銬並逃離該處。而在追趕阿薩夫的過程中，娜汀亦發現阿薩夫其實是將「象頭神之牙」賣給曾經聽命於她的「海岸線」傭兵團，以取得「海岸線」提供的巨型炸彈。
在阿薩夫把「象頭神之牙」交給「海岸線」的現任首領傲卡之後，克洛伊等人破壞了傲卡的直升機並奪回「象頭神之牙」，且得知阿薩夫試圖在首都引爆巨型炸彈。最終，克洛伊等人成功追上了裝載巨型炸彈的火車，阻止炸彈在首都引爆，阿薩夫則未能逃離墜落橋樑的火車並被炸死。事件告一段落後，克洛伊與娜汀打算把「象頭神之牙」捐贈給印度文化部，而山姆並不支持這一決定，他還是希望把「象頭神之牙」賣給私人藏家。

## 開發
2016年5月，頑皮狗於《秘境探險4：盜賊末路》發行後便開始開發本作，並探索敘事思想。庫爾特·瑪吉诺（Kurt Margenau）及肖恩·埃卡耶（Shaun Escayg）分別被任命為遊戲監製及創意總監。瑪吉诺獲任命的原因為其對編程的認識及對遊戲及互動性的熱情，而埃卡耶獲任命的原因為其對敘事結構的理解。本作的配樂由曾經負責《秘境探險4》配樂的亨利·傑克曼（Henry Jackman）創作。雖然開發團隊最初是考慮開發《秘境探險5》，但隨著團隊同步開發《最後生還者 第II章》，導致開發人員傾向於更為精簡的故事以儘快發佈本作，最終他們選擇為《秘境探險4》製作可下載內容。

### 故事及選角
開發團隊起初打算選用奈森·德瑞克這個出現在前作的主角，作為本作的次要角色，但最終感覺此舉多餘。團隊也曾經考慮將數個在《秘境探險》系列出現的角色設計為主角，例如查理·卡特、奈森的女兒凱西·德瑞克，甚至是奈森的兄弟山姆·德瑞克及友人維特·蘇利文，但團隊認為後者的年齡會阻礙遊戲玩法。最終，開發團隊決定以克洛伊·佛瑞茲及娜汀·羅斯為本作主角，而她們分別首次出現於《秘境探險2：盜亦有道》及《秘境探險4：盜賊末路》。另外，有別與《最後生還者：往日餘燼》（《最後生還者》的可下載內容）專注補完主角的故事，團隊選擇在遊戲內為舊有的《秘境探險》次要角色建立一段新的關係。開發團隊最初設想本作的遊戲長度與《往日餘燼》相似，但隨著遊戲的開發，團隊意識到遊戲將會比預想的更大，以致沒法製成類似《往日餘燼》以倒敘形式填補現有故事空白的可下載內容。最終，遊戲成為系列內的一款獨立遊戲，而非當初預計的可下載內容，遊戲長度估計超過10小時。
本作的故事由喬希·謝爾（Josh Scherr）及肖恩·埃卡耶（Shaun Escayg）合作撰寫。以往的《秘境探險》系列遊戲是以真實的歷史人物作為背景（如馬可·波羅及亨利·埃弗里），但本作沒有引入真實人物。還有與以往的遊戲不同的是，遊戲的開場幕也沒有引用人物名言。同時，編劇們在為故事搜集資料時亦特別著重印度教和相關神話。另外，開發團隊增加了部份於開發《秘境探險4》時被取消的遊戲元素。
克勞蒂亞·布雷克及蘿拉·貝莉分別於本作聲演克洛伊·佛瑞茲及娜汀·羅斯。而遊戲演員經常為角色的塑造作出貢獻，例如聯合編劇謝爾發現演員們會更為熟悉角色的動機，使其在整個製作過程中對劇本進行數次修改。整個遊戲都圍繞著克洛伊這個角色，而遊戲的敘事和藝術設計亦反映了她黑暗但堅定的心態。當投入角色時，聲演克洛伊的布雷克表示對其於《秘境探險3》及本作之間所發生的事感興趣。團隊特別重視克洛伊的外表設計，例如保持一些熟悉的元素（包括克洛伊的馬尾辮），但會顯示出微細的老化跡象如皺紋。由於克洛伊的設計和戰鬥風格與娜汀·羅斯不同，以致她在平常及戰鬥時的動畫隨之改變。此外，團隊發現克洛伊這個角色很有趣，因為她的道德指南針是比奈森的「少了一點指向」，而且以前的她會追尋文物作為獎勵，但現時只對與家人有關的「象神之牙」歷史感興趣。團隊亦有興趣從以前的《秘境探險》遊戲中探索克洛伊的應對機制，因為以前的她會逃避危險的情況來保護自己，但在本作中因為她是領導者而被迫堅持下去。由於角色有著巨大差異，開發團隊對角色配對感到興趣：克洛伊是自發性強及容易衝動的角色，而娜汀則是行事有組織的角色，她們需要克服分歧以便共同合作。另外，遊戲編劇認為角色之間的相互嘲笑需要比以前的系列作品更為細微，以致在遊戲開發過程中，編劇們若發現對話「過於友善」，便會修改劇本。
本作的最大反派是阿薩夫，由烏斯曼·阿利（Usman Ally）聲演。編劇之一的埃卡耶曾經在觀看紀錄片《毒梟帝國》後，把阿薩夫與墨西哥醫生何塞·曼紐爾·米雷萊斯進行比較。而阿利則形容米雷萊斯是一位「有魅力及相信人民會起義，並引發了一場革命」的人，並指出阿薩夫有著類似的心態和弱點。阿利更發現將阿薩夫與一些現實生活中的革命者聯繫在一起能讓他更有效地理解角色的邏輯。此外，阿利亦指自己童年時期生活於腐敗國家的經歷有助他扮演阿薩夫這個角色。

### 美術及玩法
雖然《秘境探險4》的部份大型開放區域因受到遊戲開發時間表的限制而未能完成，但在本作中，頑皮狗更新了製作流程，容許最多五組開發人員同時設計開發同一區域。另外，西高止山脈的自然多樣性亦使開發團隊能設計出不同的環境，包括叢林、山脈、寺廟和大型城市環境，而印度的肖像和神像也吸引了他們。開發團隊在設計古代建築物、手工藝品及障礙物時，參考了帕拉瓦王朝、朱羅王朝及曷薩拉王朝等不同時代的達羅毗荼帝國的歷史資料。其中，曷薩拉王朝以它在印度南部的藝術、宗教及建築發展而聞名，而它的遺產現今仍然保留在錯綜複雜的廟宇設計內。藝術總監泰特·摩西安（Tate Mosesian）亦表示該王朝的寺廟細節及美感甚至超越埃及建築。開發團隊在設計時除了會參考不同時期的資料以豐富物品的多樣性，亦會在部分關卡採用特定的建築風格來推動故事。摩西安更指團隊在遊戲世界內設計了一雙巨型的象頭神雕像，而據他所知在現實世界內並沒有類似的巨型雕像。
從開發人員的角度來看，可下載內容的優點是可以重複使用現有作品的技術、機制、場景及角色，而無需從零開始重新建立。但摩西安卻指出「只是將舊有資產投放至新遊戲內是不合適的」，並表示開發團隊並未過分依賴這些可重用的資產，而是為了遊戲而製作大量新資產及元素。即使團隊重用了《神秘海域4：盗贼末路》的葉子庫，他們亦會根據西高止山脈的環境而作出適當更改。開發團隊亦重新修改了《秘境探險》的作戰力學以更好地適應克洛伊的身材和戰鬥風格；克洛伊在戰鬥時使用更多的武術技巧，而奈森則會像一個打架者般戰鬥。團隊更在遊戲開發過程中購買了一套開鎖套件，以協助實施遊戲內的開鎖機制。另外，雖然玩家能控制遊戲角色和相機，但開發團隊會協調遊戲元素來構建特定鏡頭。摩西安在談及這方面時更指基本上大部份鏡頭都是經過精心設計，「沒有什麼是隨機的」。

## 發行
2016年12月4日，索尼互動娛樂在PlayStation體驗賽事中公佈遊戲，並公開首條遊戲預告片。其後，PlayStation於2017年4月發布了一段遊戲影片，並透露了遊戲發行日期及預購禮品：《捷克與達斯特：舊世界的遺產》的高畫質重製版。2017年6月，索尼在2017年E3電子娛樂展上展出最新遊戲預告片。而為了展現遊戲的氣氛，索尼在公開影片之前更特別以印度風味的音樂搭配幕後光影。遊戲於2017年8月22日及23日分別在北美及歐洲發行，並收錄了《秘境探險4》多人遊戲功能及求生戰模式。

## 評價
| 汇总媒体   | 得分   |
| ---------- | ------ |
| Metacritic | 84/100 |

| 媒体            | 得分   |
| --------------- | ------ |
| Destructoid     | 9/10   |
| 电子游戏月刊    | 8.5/10 |
| Game Informer   | 9/10   |
| Game Revolution | [ 41 ] |
| GamesRadar+     | [ 42 ] |
| GameSpot        | 9/10   |
| Giant Bomb      | [ 44 ] |
| IGN             | 7.5/10 |
| Polygon         | 8.5/10 |
| VideoGamer.com  | 7/10   |
| 衛報            | [ 48 ] |

根據評論網站Metacritic，本作自評論媒體获得平均84/100的好评。針對遊戲主角的更改，Destructoid的克里斯·卡特（Chris Carter）指出從一開始《秘境探險》系列便與奈森·德瑞克掛鈎，因此他原本並不看好遊戲改為採用雙人組合作主角，但其後發現雙人組合有著頗佳的效果。卡特又指遊戲證明了頑皮狗不需要奈森·德瑞克來維持《秘境探險》系列。而Game Informer的安德魯·雷納（Andrew Reiner）則認為當遊戲兩位主角克洛伊及娜汀消除了她們之間的困惑後，她們便會變得合拍並最終成為一個迷人的二重奏，而他亦希望還看到她們的下一场冒險。《衛報》的喬丹·埃里卡·韋伯（Jordan Erica Webber）亦指遊戲主角的更改對玩家來說頗為新鮮，她們之間的關係亦會隨著故事推進而出現起伏，令人感到很有趣及滿意，同時證明了遊戲系列不需要奈森·德瑞克來維持。除此之外，Destructoid的卡特表示聲演反派阿薩夫的烏斯曼·阿利亦以其演技為此角色提升至另一層次。
在遊戲玩法方面，Game Informer的安德魯·雷納（Andrew Reiner）指遊戲玩法是《秘境探險4》的直接延續，頑皮狗並沒有引入太多新的機制，但又表示「頑皮狗仍有一些竅門來吸引玩家」。例如遊戲內的部份謎題極具挑戰性，令人留下深刻印象。GameSpot的米格爾·康塞普西翁（Miguel Concepcion）指遊戲的解謎、戰鬥及探索元素相較以往作品其分佈更加均勻，而新的謎題亦能令玩家感到困惑不已，使他們有一種解決難題的感覺。Giant Bomb的布拉德·蘇梅克（Brad Shoemaker）表示即使遊戲是神秘海域系列第五部作品，開發團隊仍然可以設計一些獨特而令人驚訝的場景，供玩家攀登、解決或經歷拼命追逐的過程，從而保持遊戲玩法的新鮮感。
針對遊戲的劇情及地圖，評論則較為兩極。Polygon的菲利普·科拉爾（Philip Kollar）讚賞遊戲的節奏及其開放世界地圖的設定，指玩家可以按照自己的步伐探索，自由選擇全速奔向主要目標抑或是前往次要目標，而遊戲結局亦值得玩家特別注意。但是，IGN的馬蒂·席爾瓦（Marty Sliva）則表示遊玩本作就好像在玩一款精彩的線性動作遊戲，雖然是很好，但沒有新鮮感和懸念。他同時指出一個好的開放世界地圖能促進玩家探索及滿足他們的好奇心，但《秘境探險》似乎有些不足，例如地圖環境內充滿爬坡但實際上大部份都是不可攀爬。另一方面，雖然遊戲地圖內有數十種小飾品供玩家收藏，但開發團隊卻沒有製造真正的動機予玩家去尋找它們。最後席爾瓦更直指遊雖然戲在故事及對印度叢林和廢墟的描繪方面取得成功，但其開放世界地圖卻令人失望。另外，VideoGamer.com的愛麗絲·貝爾（Alice Bell）亦認為遊戲與《秘境探險4》有著同樣缺點，而且雖然玩家能夠自由探索地圖，但故事仍是線性發展。她同時指出遊戲透過引人入勝的角色講述新故事及發展一段自然並令人信服的新關係，證明《秘境探險》這款遊戲仍有一定的生命力，但如果開發團隊還想繼續開發系列遊戲，就必須要突破公式。

### 銷量
遊戲在日本發售的首週內，其PlayStation 4版本的銷量為23,131份，在全平台上的銷量排名第四位，僅次於《世界足球競賽2018》、《Splatoon 2》及《銀河戰士 薩姆斯歸來》。而在英國，遊戲在發售後的一週便成為英國電子遊戲銷售排行榜的榜首，擊敗了長期冠軍的PlayStation 4版本《古惑狼瘋狂三部曲》，並在第二週繼續保持優勢。在2017年12月舉行的「PlayStation Experience」活動上，主持指截至當時遊戲銷量已超過一百萬份。

### 獎項與榮譽
遊戲發售後獲得了多個獎項與提名。在2017年，遊戲先後在獨立遊戲開發者協會獎、金搖杆獎及遊戲大獎內獲得多項提名，包括最佳敘事、最佳演出及最佳動作／冒險遊戲等，可惜未有斬獲。而在2018年，遊戲同樣在多個遊戲大獎內獲得多項提名，例如紐約遊戲獎、D.I.C.E.獎、西南偏南遊戲獎及英國學院遊戲獎等。其中在NAVGTR獎，遊戲合共獲得十項提名，並奪得冒險系列遊戲及音效剪接這兩個獎項。而在美國電玩音頻網絡協會獎內，遊戲亦獲得最佳電影／劇情畫面音效、最佳對話及最佳混音等三個獎項。另外，遊戲亦在威比獎內獲得由民眾選擇的最佳音樂／音效設計獎項。
| 年份 | 獎項                   | 類別                             | 獲獎者／獲提名者     | 結果 | 參考資料      |
| ---- | ---------------------- | -------------------------------- | -------------------- | ---- | ------------- |
| 2017 | Gamescom               | 最佳主機遊戲（PlayStation 4）    | 秘境探險：失落的遺產 | 提名 | [ 52 ]        |
| 2017 | 獨立遊戲開發者協會獎   | 音效設計                         | 秘境探險：失落的遺產 | 提名 | [ 53 ]        |
| 2017 | 獨立遊戲開發者協會獎   | 動作冒險遊戲                     | 秘境探險：失落的遺產 | 提名 | [ 53 ]        |
| 2017 | 獨立遊戲開發者協會獎   | 多樣性獎                         | 秘境探險：失落的遺產 | 提名 | [ 53 ]        |
| 2017 | 金搖杆獎               | 最佳敘事                         | 秘境探險：失落的遺產 | 提名 | [ 54 ] [ 55 ] |
| 2017 | 金搖杆獎               | 最佳演出                         | 克勞蒂亞·布雷克      | 提名 | [ 54 ] [ 55 ] |
| 2017 | 金搖杆獎               | 年度PlayStation遊戲              | 秘境探險：失落的遺產 | 提名 | [ 54 ] [ 55 ] |
| 2017 | 遊戲大獎               | 最佳演出                         | 克勞蒂亞·布雷克      | 提名 | [ 56 ]        |
| 2017 | 遊戲大獎               | 最佳演出                         | 蘿拉·貝莉            | 提名 | [ 56 ]        |
| 2017 | 遊戲大獎               | 最佳動作／冒險遊戲               | 秘境探險：失落的遺產 | 提名 | [ 56 ]        |
| 2018 | 紐約遊戲獎             | 赫爾曼·梅爾維爾最佳編劇獎        | 秘境探險：失落的遺產 | 提名 | [ 57 ]        |
| 2018 | 紐約遊戲獎             | 不夜城最佳遊戲演出獎             | 克勞蒂亞·布雷克      | 提名 | [ 57 ]        |
| 2018 | 安妮獎                 | 最佳動畫角色（電子遊戲）         | 秘境探險：失落的遺產 | 提名 | [ 58 ]        |
| 2018 | 美國視覺效果工會獎     | 傑出視覺效果（實時項目）         | 秘境探險：失落的遺產 | 提名 | [ 59 ]        |
| 2018 | D.I.C.E.獎             | 傑出動畫                         | 秘境探險：失落的遺產 | 提名 | [ 60 ] [ 61 ] |
| 2018 | D.I.C.E.獎             | 傑出角色成就                     | 克洛伊·佛瑞茲        | 提名 | [ 60 ] [ 61 ] |
| 2018 | D.I.C.E.獎             | 音效設計傑出成就                 | 秘境探險：失落的遺產 | 提名 | [ 60 ] [ 61 ] |
| 2018 | D.I.C.E.獎             | 遊戲指導傑出成就                 | 秘境探險：失落的遺產 | 提名 | [ 60 ] [ 61 ] |
| 2018 | D.I.C.E.獎             | 年度冒險遊戲                     | 秘境探險：失落的遺產 | 提名 | [ 60 ] [ 61 ] |
| 2018 | NAVGTR獎               | 動畫藝術                         | 秘境探險：失落的遺產 | 提名 | [ 62 ] [ 63 ] |
| 2018 | NAVGTR獎               | 當代遊戲指導                     | 秘境探險：失落的遺產 | 提名 | [ 62 ] [ 63 ] |
| 2018 | NAVGTR獎               | 遊戲引擎內的鏡頭運用             | 秘境探險：失落的遺產 | 提名 | [ 62 ] [ 63 ] |
| 2018 | NAVGTR獎               | 遊戲鏡頭運用                     | 秘境探險：失落的遺產 | 提名 | [ 62 ] [ 63 ] |
| 2018 | NAVGTR獎               | 冒險系列遊戲                     | 秘境探險：失落的遺產 | 獲獎 | [ 62 ] [ 63 ] |
| 2018 | NAVGTR獎               | 燈光／材質                       | 秘境探險：失落的遺產 | 提名 | [ 62 ] [ 63 ] |
| 2018 | NAVGTR獎               | 劇本演出（主演）                 | 克勞蒂亞·布雷克      | 提名 | [ 62 ] [ 63 ] |
| 2018 | NAVGTR獎               | 劇本演出（主演）                 | 蘿拉·貝莉            | 提名 | [ 62 ] [ 63 ] |
| 2018 | NAVGTR獎               | 劇本演出（助演）                 | 特羅伊·貝克          | 提名 | [ 62 ] [ 63 ] |
| 2018 | NAVGTR獎               | 遊戲電影的音效剪接               | 秘境探險：失落的遺產 | 獲獎 | [ 62 ] [ 63 ] |
| 2018 | 意大利遊戲大獎         | 人民選擇獎                       | 秘境探險：失落的遺產 | 提名 | [ 64 ]        |
| 2018 | 意大利遊戲大獎         | 最佳角色                         | 娜汀·羅斯            | 提名 | [ 64 ]        |
| 2018 | 西南偏南遊戲獎         | 最佳遊戲特效                     | 秘境探險：失落的遺產 | 提名 | [ 65 ] [ 66 ] |
| 2018 | 西南偏南遊戲獎         | 最佳技術成就                     | 秘境探險：失落的遺產 | 提名 | [ 65 ] [ 66 ] |
| 2018 | 美國電玩音頻網絡協會獎 | 年度最佳音樂                     | 秘境探險：失落的遺產 | 提名 | [ 67 ]        |
| 2018 | 美國電玩音頻網絡協會獎 | 年度最佳音效設計                 | 秘境探險：失落的遺產 | 提名 | [ 67 ]        |
| 2018 | 美國電玩音頻網絡協會獎 | 最佳電影／劇情畫面音效           | 秘境探險：失落的遺產 | 獲獎 | [ 67 ]        |
| 2018 | 美國電玩音頻網絡協會獎 | 最佳對話                         | 秘境探險：失落的遺產 | 獲獎 | [ 67 ]        |
| 2018 | 美國電玩音頻網絡協會獎 | 最佳混音                         | 秘境探險：失落的遺產 | 獲獎 | [ 67 ]        |
| 2018 | 英國學院遊戲獎         | 美術成就                         | 秘境探險：失落的遺產 | 提名 | [ 68 ] [ 69 ] |
| 2018 | 英國學院遊戲獎         | 音效成就                         | 秘境探險：失落的遺產 | 提名 | [ 68 ] [ 69 ] |
| 2018 | 英國學院遊戲獎         | 演出者                           | 克勞蒂亞·布雷克      | 提名 | [ 68 ] [ 69 ] |
| 2018 | 英國學院遊戲獎         | 演出者                           | 蘿拉·貝莉            | 提名 | [ 68 ] [ 69 ] |
| 2018 | 威比獎                 | 最佳音樂／音效設計（人民選擇獎） | 秘境探險：失落的遺產 | 獲獎 | [ 70 ]        |

## 外部連結
- 官方网站